# Maria Fisker
Pour les articles homonymes, voir Fisker (homonymie).
Ne doit pas être confondu avec Maria Fischer.
Maria Fisker Stokholm , née le 3 octobre 1990 à Favrskov, est une handballeuse internationale danoise évoluant au poste d'ailière gauche.

## Carrière

### En club
Maria Fisker commence le handball à l'âge de cinq ans avec le club danois de Vissing Hadsten HK (VHHK). En 2005, elle rejoint la section jeunesse du Randers HK puis, un an plus tard, le Viborg HK. Avec l'équipe de jeunes du club, elle remporte la Coupe du Danemark en 2007.
Le 30 août 2007, à l'âge de 16 ans, elle intègre pour la première fois à l'équipe professionnelle du Viborg HK lors d'un match de pré-saison. Le 8 septembre 2007, elle fait ses débuts en championnat du Danemark, face au SK Århus, et inscrit un but. Le 28 octobre 2007, l'ailière participe à son premier match de Ligue des champions. En raison de la grossesse de Henriette Mikkelsen et des blessures de Christina Roslyng, elle bénéficie d'un important temps de jeu sur l'aile gauche. Ses bonnes performances lui permettent de signer son premier contrat professionnel avec Viborg en février 2008. Pour sa première saison, elle inscrit un total de 28 buts en 21 matchs.
Après le retour d'Henriette Mikkelsen au début de la saison 2008-2009, Fisker n'est plus appelée en équipe première. Il lui faut attendre un arrêt maladie de Mikkelsen en février 2009, pour commencer sa saison. En manque de temps de jeu, elle rejoint le club rival de Randers HK à l'été 2009. Avec Randers, elle remporte la Coupe EHF en 2010.  Elle prend une part importante de ce succès avec 45 buts inscrits durant la campagne européenne. Ses prestations attirent l'attention du sélectionneur du Danemark, Jan Pytlick, qui l'appelle en équipe nationale en juin 2010. Après une place de vice-champion à l'issue de la saison suivante, où elle est élue meilleure joueuse du championnat du Danemark, elle retourne à Viborg HK à l'été 2011.
À la fin de la première saison après son retour à Viborg, Fisker est élue dans meilleure ailière gauche du championnat. Sa saison 2012-2013 est écourtée par une grave blessure au coude. La saison suivante, Maria Fisker inscrit 106 buts en championnat et remporte avec Viborg le championnat du Danemark, la coupe du Danemark et la Coupe d'Europe des vainqueurs de coupe. Blessée à l'épaule à l'été 2014, Fisker manque quelques matchs au début de la saison 2014-2015.
À l'intersaison 2015, elle quitte Viborg pour rejoindre le CSM Bucarest. Dès la première saison, elle remporte le triplé Ligue des champions-championnat de Roumanie-coupe de Roumanie avec sa nouvelle équipe, exploit d'autant plus remarquable qu'il s'agissait de la première participation du CSM Bucarest en Ligue des champions. Muette en finale de la compétition européenne, elle inscrit néanmoins 29 buts durant le tournoi et termine cinquième meilleure marqueuse de son équipe. 
Dès la saison suivante, après une année en Roumanie, elle revient au Danemark en s'engageant avec Randers HK pour la saison 2016-2017. Au mois de décembre 2016, elle remporte la coupe du Danemark avec son nouveau club. À compter de novembre 2018, elle met un terme à sa saison pour cause de maternité.
En août 2019, elle rejoint le Viborg HK.

### En sélection
Maria Fisker est régulièrement sélectionnée dans les équipes de jeunes du Danemark. Elle termine sixième au championnat d'Europe des moins de 17 ans, remporte une médaille de bronze au championnat du monde des moins de 18 ans et finit à la 13e place du championnat d'Europe des moins de 19 ans. Elle connait sa première sélection en équipe senior le 24 septembre 2010. Son premier tournoi majeur est le championnat du monde 2011 au Brésil, aux côtés d'autres débutantes de la nouvelle génération danoise que sont Sandra Toft, Stine Jørgensen et Louise Burgaard. Elle inscrit 23 buts en neuf matchs lors de cette compétition que le Danemark termine à la quatrième place. Privée du championnat d'Europe 2012 en Serbie à cause d'une blessure au coude, elle participe ensuite au championnat du monde 2013 en Serbie. Pendant le tournoi, elle marque 28 buts en neuf matchs, remporte la médaille de bronze et est élue dans l'équipe-type de la compétition,. Au championnat d'Europe 2014, elle est élue dans l'équipe-type du tournoi.

## Palmarès

### En club
compétitions internationales
- vainqueur de la Ligue des champions en 2009 (ne participe pas à la finale, avec Viborg HK) et 2016 (avec CSM Bucarest)
- vainqueur de la coupe EHF en 2010 (avec Randers HK)
- vainqueur de la coupe des vainqueurs de coupe en 2014 (avec Viborg HK)

compétitions nationales
- championne de Roumanie en 2016 (avec CSM Bucarest)
- championne du Danemark en 2008, 2009 et 2014 (avec Viborg HK)
- vainqueur de la coupe de Roumanie en 2016 (avec CSM Bucarest)
- vainqueur de la coupe du Danemark en 2008, 2012 et 2014 (avec Viborg HK) et 2017 (avec Randers HK)

### En sélection
championnat du monde
- 6e place du championnat du monde 2017
- 6e place du championnat du monde 2015
- troisième du championnat du monde 2013[26]
- 4e place du championnat du monde 2011

championnat d'Europe
- 4e place du championnat d'Europe 2016
- 7e place du championnat d'Europe 2014

autres
- 13e place du championnat d'Europe junior en 2009
- troisième du championnat du monde jeunes en 2008
- 6e place du championnat d'Europe jeunes en 2007

### Distinctions individuelles
- élue meilleure ailière gauche du championnat du monde 2013[24]
- élue meilleure ailière gauche du championnat d'Europe 2014[25]
- élue meilleure joueuse du championnat du Danemark en 2011[11]
- élue meilleure ailière gauche du championnat du Danemark en 2012[27] et 2014[28]